# Формула-1 — Гран-прі Бельгії 2007
Гран-прі Бельгії 2007 року — чотирнадцятий етап чемпіонату світу 2007 року з автоперегонів у класі Формула-1, відбувся з 14 по 16 вересня на трасі Спа-Франкоршам (Бельгія). Гран-прі Бельгії проходило після річної перерви, яка була викликана реконструкцією автодрому.

## Перед гран-прі
Льюїс Хемілтон випереджав свого напарника по команді «Макларен» Фернандо Алонсо на 3 очки і посідав перше місце в таблиці чемпіонату світу.
13 вересня на другому засіданні Всесвітньої ради автоспорту було схвалено рішення у справі шпигунського скандалу між командами «Макларен» та «Феррарі», згідно з яким, з команди «Макларен» були зняті всі очки, що йшли у залік Кубку конструкторів, накладено штраф у 100 мільйонів американських доларів, але очки пілотів «Макларену» були незаймані. У результаті залік Кубку конструкторів очолила команда «Феррарі» з різницею у 57 очок від найближчих переслідувачів — команди «Заубер-БМВ».

## Класифікація

### Кваліфікація
|    | Пілот               | Команда            | 1 частина | 2 частина | 3 частина |
| -- | ------------------- | ------------------ | --------- | --------- | --------- |
| 1  | Кімі Ряйкконен      | Феррарі            | 1:46.242  | 1:45.070  | 1:45.994  |
| 2  | Феліпе Масса        | Феррарі            | 1:46.060  | 1:45.173  | 1:46.011  |
| 3  | Фернандо Алонсо     | Макларен-Мерседес  | 1:46.058  | 1:45.442  | 1:46.091  |
| 4  | Льюїс Хемілтон      | Макларен-Мерседес  | 1:46.437  | 1:45.132  | 1:46.406  |
| 5  | Роберт Кубіца       | Заубер-БМВ         | 1:46.707  | 1:45.885  | 1:46.996  |
| 6  | Ніко Росберг        | Вільямс-Тойота     | 1:46.950  | 1:46.469  | 1:47.334  |
| 7  | Нік Хайдфельд       | Заубер-БМВ         | 1:46.923  | 1:45.994  | 1:47.409  |
| 8  | Марк Веббер         | Ред Булл-Рено      | 1:47.084  | 1:46.426  | 1:47.524  |
| 9  | Ярно Труллі         | Тойота             | 1:47.143  | 1:46.480  | 1:47.798  |
| 10 | Хейкі Ковалайнен    | Рено               | 1:46.971  | 1:46.240  | 1:48.505  |
| 11 | Джанкарло Фізікелла | Рено               | 1:47.143  | 1:46.603  |           |
| 12 | Ральф Шумахер       | Тойота             | 1:47.300  | 1:46.618  |           |
| 13 | Девід Култхард      | Ред Булл-Рено      | 1:47.340  | 1:46.800  |           |
| 14 | Дженсон Баттон      | Хонда              | 1:47.474  | 1:46.955  |           |
| 15 | Вітантоніо Ліуцці   | Торо Россо-Феррарі | 1:47.576  | 1:47.115  |           |
| 16 | Александр Вюрц      | Вільямс-Тойота     | 1:47.522  | 1:47.394  |           |
| 17 | Себастьян Феттель   | Торо Россо-Феррарі | 1:47.581  |           |           |
| 18 | Рубенс Барікелло    | Хонда              | 1:47.954  |           |           |
| 19 | Такума Сато         | Супер Агурі-Хонда  | 1:47.980  |           |           |
| 20 | Адріан Сутіл        | Спайкер-Феррарі    | 1:48.044  |           |           |
| 21 | Ентоні Девідсон     | Супер Агурі-Хонда  | 1:48.199  |           |           |
| 22 | Сакон Ямамото       | Спайкер-Феррарі    | 1:49.557  |           |           |

### Перегони
|      | Пілот               | Команда            | Кіл | Час         | Старт | Очок |
| ---- | ------------------- | ------------------ | --- | ----------- | ----- | ---- |
| 1    | Кімі Ряйкконен      | Феррарі            | 44  | 1:20:39.066 | 1     | 10   |
| 2    | Феліпе Масса        | Феррарі            | 44  | +4.6        | 2     | 8    |
| 3    | Фернандо Алонсо     | Макларен-Мерседес  | 44  | +14.3       | 3     | 6    |
| 4    | Льюїс Хемілтон      | Макларен-Мерседес  | 44  | +23.6       | 4     | 5    |
| 5    | Нік Хайдфельд       | Заубер-БМВ         | 44  | +51.8       | 6     | 4    |
| 6    | Ніко Росберг        | Вільямс-Тойота     | 44  | +76.8       | 5     | 3    |
| 7    | Марк Веббер         | Ред Булл-Рено      | 44  | +80.6       | 7     | 2    |
| 8    | Хейкі Ковалайнен    | Рено               | 44  | +85.1       | 9     | 1    |
| 9    | Роберт Кубіца       | Заубер-БМВ         | 44  | +85.6       | 14    |      |
| 10   | Ральф Шумахер       | Тойота             | 44  | +88.5       | 10    |      |
| 11   | Ярно Труллі         | Тойота             | 44  | +103.6      | 8     |      |
| 12   | Вітантоніо Ліуцці   | Торо Россо-Феррарі | 43  | +1 коло     | 13    |      |
| 13   | Рубенс Барікелло    | Хонда              | 43  | +1 коло     | 17    |      |
| 14   | Адріан Сутіл        | Спайкер-Феррарі    | 43  | +1 коло     | 19    |      |
| 15   | Такума Сато         | Супер Агурі-Хонда  | 43  | +1 коло     | 18    |      |
| 16   | Ентоні Девідсон     | Супер Агурі-Хонда  | 43  | +1 коло     | 22    |      |
| 17   | Сакон Ямамото       | Спайкер-Феррарі    | 43  | +1 коло     | 20    |      |
| схід | Дженсон Баттон      | Хонда              | 36  | гідравліка  | 12    |      |
| схід | Александр Вюрц      | Вільямс-Тойота     | 34  | тиск палива | 15    |      |
| схід | Девід Култхард      | Ред Булл-Рено      | 29  | гідравліка  | 11    |      |
| схід | Себастьян Феттель   | Торо Россо-Феррарі | 8   | управління  | 16    |      |
| схід | Джанкарло Фізікелла | Рено               | 1   |             | 21    |      |

Найшвидше коло: Феліпе Масса — 1:48.036
Кола лідирування: Кімі Ряйкконен — 42 (1-15, 17-31, 33-44); Феліпе Масса — 2 (16, 32).